# Pandesma anysa
Pandesma anysa là một loài bướm đêm trong họ Erebidae.